# 3JS
I 3JS sono una band olandese proveniente da Volendam.

## Il nome
Il nome del gruppo deriva dal fatto che i componenti sono tre e i loro nomi iniziano tutti con la lettera J. I componenti della banda sono Jan Dulles, Jaap Kwakman e Jaap de Wite.

## Storia
La band diventò famosa a livello nazionale dopo il successo del loro album di debutto Watermensen, pubblicato nel 2007. Inoltre il gruppo rappresenta i Paesi Bassi nell'Eurovision Song Contest 2011.

## Formazione
- Jan Dulles
- Jaap Kwakman
- Jan de Witte

## Discografia
Album studio
- 2007 - Watermensen
- 2008 - Kamers van m'n hart
- 2010 - Dromers en dwazen
- 2012 - 4 Elementen